# 波波夫陨石坑
波波夫陨石坑(Popov)是月球背面赤道区一座古老的大型撞击坑，约形成于前酒海纪，其名称取自俄罗斯物理学家和电气工程师亚历山大·斯捷潘诺维奇·波波夫(1959至1905年)
和保加利亚天文学家基里尔·波波夫(Kiril Popov，1880年-1966年)，1961年被国际天文学联合会正式批准接受。

## 描述
该陨坑西邻阿尔比鲁尼陨石坑、北接杰武尔斯基环形山、东南为麦比乌斯环形山、西南则是金泽尔环形山，杰武尔斯基链坑从它的东北侧环壁外穿过；界海则位于它的西南方。陨石坑的中心月面坐标为16°56′N 99°23′E / 16.93°N 99.38°E，直径71.4 公里，深度2.7公里。
陨石坑外形接近圆形，由于地质龄悠久而损毁严重，破损的外壁在地表上构成一道重峦叠嶂、嵯峨交错的环状山脊；沿内外坑壁，尤其是西侧坐落着一些小陨坑，陨坑边缘较周边地形高出1.3公里，内部容积约4556.38公里³。坑内底表相对平坦，可能已被熔岩重塑，除东部有一些小坑群外，几乎没有其它的地貌特征。
陨石坑刚刚越过月球正面东侧边沿，所处月表区域，在有利的月球摄动和光照期间会会进入地球视野范围。但即使如此，它也并不醒目，只能看到其边缘。

## 卫星陨石坑
按照惯例，最靠近陨石坑的卫星坑在月图上以字母标注在该坑中心点的旁边。

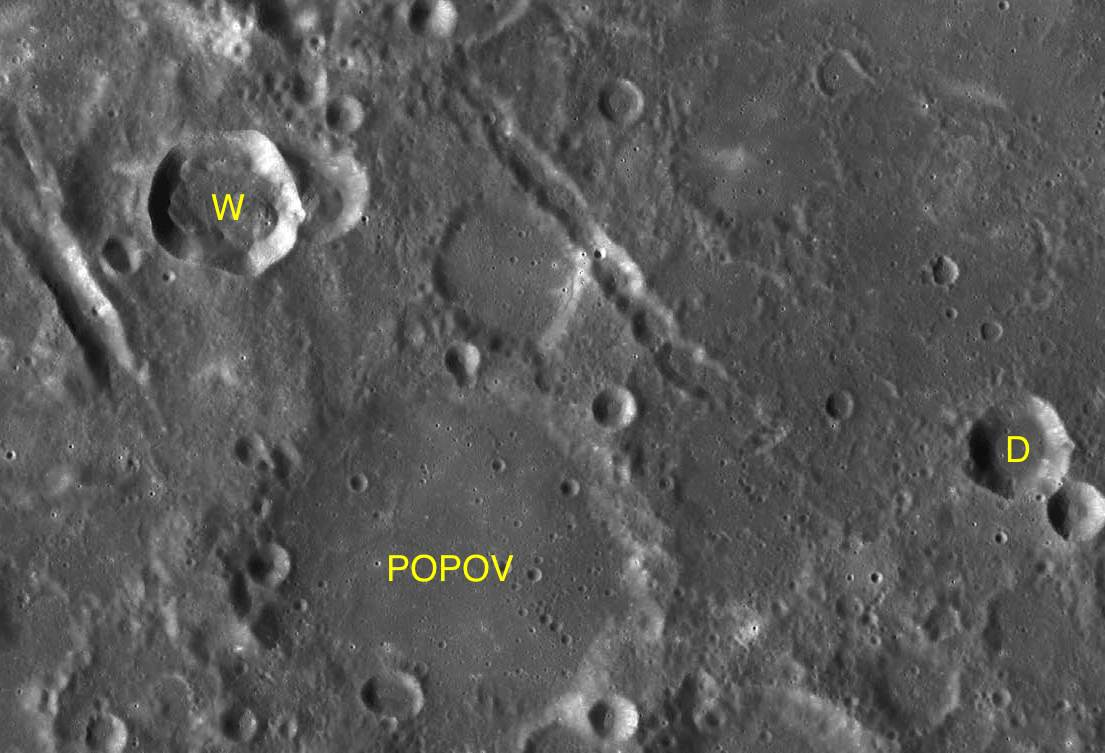
LAC-46 地图.

| 波波夫 | 纬度    | 经度     | 直径    |
| ------ | ------- | -------- | ------- |
| D      | 17.8° N | 102.6° E | 15 公里 |
| W      | 19.1° N | 97.8° E  | 25 公里 |

## 另请参阅
- 小行星3074[5][6]